# Cicatrices (álbum)
Cicatrices es el primer álbum de estudio de la cantante, compositora y actriz española Miriam Rodríguez. Fue publicado a nivel internacional el 23 de noviembre de 2018 a través del sello discográfico Universal Music. El álbum cuenta con la producción musical de la propia cantante así como de Pablo Cebrián, el también cantante Pablo López, entre otros. Musicalmente, Cicatrices es un álbum donde predomina la música pop-rock español.
En España vendió más de 22.000 copias reales, más las que se le habrán añadido por los streams.

## Antecedentes
Tras el fin de emisión de la novena edición del programa de talentos español Operación Triunfo, que estuvo en cadena en La 1 entre el 23 de octubre de 2017 y el 5 de febrero de 2018 y donde la cantante quedó en tercera posición, tras Aitana y Amaia Romero, Miriam Rodríguez lanzó su primer álbum recopilatorio lanzado bajo el nombre de Sus Canciones en marzo de 2018, el cual recogía todos los temas que Rodríguez había defendido durante su participación en el programa televisivo. El concurso se convirtió en un tremendo fenómeno social en España y Miriam, así como el resto de sus compañeros del concurso, saltaron a la fama en cuestión de meses. En abril de ese mismo año, la cantante oficialmente amplió su contrato con Universal Music para así poder lanzar un álbum completo. Semanas después, la cantante lanzaría el primer sencillo de su álbum debut, «Hay algo en mí», el cual sirvió como parte de la banda sonora de la cuarta temporada de la serie televisiva Vis a Vis, producida por la cadena Fox. Dicho tema fue promocionado en programas de televisión como Luar, Gente Maravillosa o Fama, ¡a bailar!.
En el mes de junio de 2018, la cantante sirvió como acto de apertura para la formación musical Queen + Adam Lambert en su paso por Barcelona. Allí, Rodríguez presentó un segundo adelanto de su próximo trabajo discográfico. Este lleva el título de «Conmigo Suficiente». Se espera que esté incluido en Cicatrices. Durante el verano de ese mismo año, la cantante siguió dando pistas en sus redes sociales sobre todo lo relacionado con su álbum debut. A finales del mes de septiembre, la cantante voló a la ciudad de Los Ángeles para acabar de dar los últimos toques a su primer trabajo discográfico.
Ya en octubre, Rodríguez lanzó a la venta el segundo sencillo del álbum, «No!», en colaboración con el cantautor español Pablo López. Este fue lanzado el 24 de octubre y presentado ese mismo día en la quinta gala de Operación Triunfo 2018.
Finalmente, el 4 de noviembre, Rodríguez anunció que desvelaría el nombre de su primer álbum de estudio el día siguiente. Y así, el 5 de noviembre, desveló que su álbum debut sería lanzado bajo el nombre Cicatrices. Asimismo reveló la fecha de lanzamiento de este, prevista para el 23 de noviembre de 2018.

## Promoción

### Sencillos
El 10 de abril de 2018, la cadena estadounidense Fox comunicó que habían fichado por Miriam Rodríguez para poner voz a la banda sonora de la cuarta temporada de la producción española Vis a Vis. Seis días más tarde, un adelanto fue publicado en las respectivas redes sociales de ambos. Finalmente, el 20 de abril fue lanzado "Hay algo en mí" como el primer sencillo del álbum debut de la gallega así como su respectivo videoclip. Este fue enviado a las radios a través de Los 40 dos días después.
El 22 de octubre, la cantante compartió un adelanto de su nuevo tema, el segundo sencillo de su primer disco en solitario así como su fecha de lanzamiento. Al día siguiente, la cantante anunció que dicho tema, «No!», sería un tema en colaboración con el cantautor español Pablo López. El 24 de octubre fue finalmente lanzado el tema así como su respectivo vídeo musical.

### Gira de conciertos
El 20 de julio de 2018, la cantante anunció que tenía una gran sorpresa preparada para el 24 de julio de ese mismo mes. Aquel día anunció mediante sus redes sociales las primeras quince fechas de su primera gira en solitario; la cual bautizó como Contigo Tour. Dicha gira comenzará el 30 de noviembre de 2018 en la Sala Playa Club de La Coruña. El 1 de noviembre, Rodríguez anunció nueve nuevas fechas de su tour debut.

#### Fechas
| Fecha                   | Ciudad              | Recinto                          | Sold Out | Aforo |
| 30 de noviembre de 2018 | La Coruña           | Sala Playa Club                  | No       | 651   |
| 1 de diciembre de 2018  | Vigo                | Sala Rouge                       | No       | 498   |
| 14 de diciembre de 2018 | Murcia              | Sala Teatre                      | No       | 402   |
| 15 de diciembre de 2018 | Alicante            | Sala The One                     | No       | 960   |
| 21 de diciembre de 2018 | La Laguna           | Teatro Paraninfo                 | No       | 625   |
| 22 de diciembre de 2018 | Las Palmas          | Auditorio Alfredo Kraus          | No       | 1 656 |
| 23 de diciembre de 2018 | La Laguna           | Teatro Paraninfo                 |          | 625   |
| 29 de diciembre de 2018 | Valencia            | Sala Moon                        | No       | 950   |
| 11 de enero de 2019     | Madrid              | Sala But                         | No       | 1 008 |
| 13 de enero de 2019     | Valladolid          | Sala Lava                        |          | 805   |
| 18 de enero de 2019     | Málaga              | Sala París 15                    |          | 3 594 |
| 20 de enero de 2019     | Sevilla             | Sala Antique                     | No       | 1 077 |
| 25 de enero de 2019     | Gijón               | Sala Acapulco                    | No       | 700   |
| 26 de enero de 2019     | Santander           | Escenario Santander              |          | 606   |
| 1 de febrero de 2019    | Zaragoza            | Teatro de las Esquinas           | No       | 1 014 |
| 2 de febrero de 2019    | Bilbao              | Sala Back Stage                  | No       | 400   |
| 8 de febrero de 2019    | Barcelona           | Sala Bikini                      | No       | 660   |
| 15 de febrero de 2019   | Santiago            | Sala Capitol                     | No       | 632   |
| 15 de marzo de 2019     | Granada             | Palacio de Congresos             |          | 1 962 |
| 30 de marzo de 2019     | Madrid              | Teatro Circo Price               | No       | 2 000 |
| 2 de abril de 2019      | Huelva              | Gran Teatro                      |          | 601   |
| 13 de abril de 2019     | Valencia            | Palacio de las Artes Reina Sofía | No       | 1 506 |
| 26 de abril de 2019     | Castellón           | Sala OPAL                        |          | 1 207 |
| 3 de mayo de 2019       | Zaragoza            | Auditorio Sala Mozart            |          | 1 992 |
| 4 de mayo de 2019       | Bilbao              | Teatro Campos Eliseos            | No       | 1 120 |
| 10 de mayo de 2019      | Pamplona            | Teatro Gayarre                   | No       | 802   |
| 17 de mayo de 2019      | Gijón               | Teatro la Laboral                | No       | 1 998 |
| 18 de mayo de 2019      | Ávila               | Auditorio Lienzo Norte           |          | 960   |
| 19 de mayo de 2019      | León                | Auditorio Municipal de León      |          | 1 133 |
| 24 de mayo de 2019      | Salt                | Sala la Mirona                   |          | 1 600 |
| 31 de mayo de 2019      | Villanueva y Geltrú | La Daurada                       |          | 2 000 |
| 7 de junio de 2019      | Barcelona           | Sala BARTS                       | No       | 900   |
| 15 de junio de 2019     | Sevilla             | Fibes                            |          | 3 134 |
| 28 de junio de 2019     | Vigo                | Teatro Afundación                | No       | 1 100 |
| 29 de junio de 2019     | La Coruña           | Palacio de la Ópera              | No       | 1 729 |

## Lista de canciones
| Cicatrices |                         |                                                             |                            |          |  |
| N.º        | Título                  | Escritor(es)                                                | Productor(es)              | Duración |  |
| 1.         | «Aquí Estás»            | Miriam Rodríguez, Ximena Muñoz, Paco Salazar, Diego Cantero | Sebastian Kyrs, Sam Hanson | 3:34     |  |
| 2.         | «Lo Haremos Bien»       | Sam Hanson                                                  | Kyrs, Hanson               | 3:30     |  |
| 3.         | «Passengers»            | Maye Osorio, Elsten Torres, Robert Matthew Campbell         | Kyrs, Hanson               | 3:05     |  |
| 4.         | «No!» (con Pablo López) | Rodríguez, Pablo López                                      | Pablo López                | 2:57     |  |
| 5.         | «Mejor Sin Miedo»       | Rodríguez, Juanjo Martín, Antonio Escobar                   | Kyrs, Hanson               | 3:23     |  |
| 6.         | «Sin Rencor»            | Rodríguez                                                   | Kyrs, Hanson               | 4:19     |  |
| 7.         | «¿Qué Hacemos?»         | Rodríguez, Kike Fuentes, Mercedes Migel Carpio              | Kyrs, Hanson               | 3:10     |  |
| 8.         | «Conmigo, Suficiente»   | Rodríguez, Andrés Suárez                                    | Kyrs, Hanson               | 2:43     |  |
| 9.         | «Prefiero»              | Rodríguez, Georgina Barrios                                 | Kyrs, Hanson               | 3:00     |  |
| 10.        | «Me Tienes»             | Hanson                                                      | Kyrs, Hanson               | 3:31     |  |
| 11.        | «Respirar»              | Rodríguez, Fuentes, Carpio                                  | Kyrs, Hanson               | 3:25     |  |
| 12.        | «Discúlpame»            | Rodríguez, Diogo Piçarra                                    | Kyrs, Hanson               | 3:03     |  |
| 13.        | «Hay Algo En Mí»        | Rodríguez, Conchita, Pablo Cebrián                          | Pablo Cebrián              | 3:31     |  |
| 43:15      |                         |                                                             |                            |          |  |

## Historial de lanzamiento
| Región | Fecha                   | Formato              | Discográfica    |
| ------ | ----------------------- | -------------------- | --------------- |
| Mundo  | 23 de noviembre de 2018 | CD, descarga digital | Universal Music |